# Microapprentissage
Le microapprentissage est une modalité de formation ou d'apprentissage en séquence courte de 30 secondes à 3 minutes, utilisant un texte, des images et des sons. Le plus souvent, ce terme est utilisé dans le domaine de la formation en ligne.

## Définition
Dans un sens général, le terme « microapprentissage » peut être compris comme une métaphore représentant des composants atomiques d'une vaste diversité de modèles, de concepts et de processus d'apprentissage.
« Indifféremment si apprentissage signifie l'acquisition ou l'organisation de la connaissance, le changement de comportement, d'attitude, de valeurs, de capacités mentales, de structures cognitives, de réactions émotionnelles, de schémas d'actions ou de dimensions sociales, dans tous ces cas on peut considérer les aspects micro, meso et macro des diverses vues des changements persistants et des modifications notables des performances. ».
Selon les domaines de référence toutefois, les aspects micro, meso et macro peuvent varier, car ce sont des concepts relationnels. Par exemple, dans le contexte de l'apprentissage d'un langage, le micro traite du vocabulaire, de la grammaire, le meso des situations et discussions alors que le macro touche les aspects socioculturels. Plus généralement, la distinction se fait généralement sur l'apprentissage individuel, par groupe ou par société ou générations.
Le microapprentissage, toutefois, marque une distance avec les modèles standard d'acquisition de connaissances et la définition précédente de micro. Il s'agit d'un processus relativement nouveau, ce qui explique qu'il ne soit pas encore strictement défini.
C’est un des principes sur lequel repose le micro-learning, cette forme de microapprentissage numérique : la consommation fractionnée de contenus pédagogiques dans le temps. Ainsi sans surcharger la mémoire de travail des apprenants, ceux-ci restent productifs, concentrés et disponibles face à des contenus digestes.
Comme technologie servant à l'instruction, le microapprentissage cible la création d'activités de microapprentissage à travers de très courtes étapes utilisant des environnements multimédias. Ces activités peuvent facilement être incluses dans la routine quotidienne de l'élève. À l'opposé des approches plus traditionnelles d'apprentissage, le microapprentissage utilise souvent la méthode du push (où l'élève déclenche par lui-même le processus au moment désiré).

## Caractéristiques
- Les processus relevant du microapprentissage font souvent appel à des interactions avec du micro-contenu et sont inclus soit dans des structures d'apprentissage en ligne, soit dans des structures particulières telles que des blogs.

- Le microapprentissage est généralement défini selon la durée prévue d'une tâche d'apprentissage (telle que répondre à une question, mémoriser ou rechercher une information[3]. On prévoit que la durée d'une tâche typique de microapprentissage sera approximativement de quelques secondes jusqu'à 15 minutes.

- Le microapprentissage peut également signifier un processus consécutif de courtes tâches d'apprentissage.

Plus généralement, on utilise le terme de microapprentissage pour décrire la méthode utilisée par un nombre croissant de personnes pour s'instruire de manière informelle à l'aide de technologies basées sur le Web 2.0 et la transmission sans fil.

## Dimensions et limites
- Durée : l'effort doit être relativement bref.
- Contenu : le contenu doit être structuré en petites unités.
- Forme : la forme adoptée est généralement le fragment, ou un épisode.
- Processus : le processus général doit être intégré, basé sur une méthode itérative.
- Médias : les médias utilisés sont principalement électroniques et mono-utilisateur.
- Type d'apprentissage : basé sur la répétition et la participation. Le type d'apprentissage doit être constructif et pragmatique.

## Quelques exemples de microapprentissage
- Un économiseur d'écran qui propose à l'utilisateur de résoudre des tâches simples après un certain temps d'inactivité.
- Un questionnaire à choix multiples envoyé par SMS sur un téléphone portable.
- Le mot du jour, envoyé par email ou utilisant un flux RSS.
- Une mini séquence utilisée en formation tel qu'un didacticiel interactif[4].